# 20441 Elijahmena
A 20441 Elijahmena (ideiglenes jelöléssel 1999 JH50) a Naprendszer kisbolygóövében található aszteroida. A LINEAR projekt keretében fedezték fel 1999. május 10-én.